# Clifton Snider
Clifton Snider (3 mars 1947 à Duluth, Minnesota, États-Unis) est un auteur jungien américain. Il est connu pour avoir été romancier, critique littéraire, et éducateur.

## Biographie
Clifton Snider est né à Duluth, Minnesota, le 3 mars 1947.
Il est le deuxième de cinq fils. Son père, Allan G. Snider, était ministre du culte. Sa mère est connue pour avoir très impliquée d'un point de vue religieux. Elle a mené de nombreux voyages pour l'Église évangélique, en particulier avec Olga Olsson et ceci bien avant son mariage. À l'âge de douze ans, Snider a habité successivement au Minnesota à Joliet, dans l'Illinois dans les Terres-Hautes, dans l'Indiana ; mais aussi plusieurs villes de Californie méridionale, l'activité pastorale de son père l'obligeant souvent à changer de lieux d'habitation.
Il est allé à l'université méridionale de Californie. Après deux ans, il est allé l'université d'État de la Californie, de Long Beach, où il a fini son master 1 (B.A.), recevant ainsi un diplôme avec des honneurs en 1969, puis  son master 2 (M.A. en 1971). Il a reçu son doctorat (Ph.D.) en littérature anglaise en 1974 par l'université du Nouveau-Mexique. La dissertation doctorale de Snider est une analyse jungienne de Tristram of Lyonesse d'Algernon Swinburne.
Il a enseigné dans divers établissements de l'enseignement supérieur de Californie méridionale, principalement à l'université de ville de Long Beach et à l'université de l'État de la Californie, Long Beach.
Il a alors écrit de nombreux articles :
- sur la littérature victorienne, aussi bien que de littératures anglaises et américains du XXe siècle.
- sur des introductions à la psychologie jungienne (ou la psychologie analytique)
- sur d'autres auteurs, tels que W. H. Auden, Emily Dickinson, Edward Lear, Carson McCullers, Algernon Swinburne, Oscar Wilde et Virginia Woolf.

Dans les années 1970, il est connu pour être l'un des premiers à avoir osé tenir un cours universitaire en littérature sur « le lesbianisme et l'homosexualité masculine ».
Dans  son livre La substance dont les rêves sont faits, il propose une interprétation jungienne de la littérature. Cet ouvrage contient un chapitre sur Oscar Wilde. Son approches et ses conclusions seront reprises dans la revue de psychologie jungienne Psychological Perspectives.

## Publications
Poésie
- Jesse Comes Back (1976)
- Bad Smoke  Good Body (1980)
- Jesse and His Son (1982)
- Edwin: A Character in Poems (1984)
- Blood & Bones (1988)
- Impervious to Piranhas (1989)
- The Age of the Mother (1992)
- The Alchemy of Opposites (2000)
- Aspens in the Wind (2009)
- Moonman: New and Selected Poems (2012)

Nouvelles
- Loud Whisper (2000)
- Bare Roots (2001)
- Wrestling with Angels: A Tale of Two Brothers (2001)

Critiques littéraires
- The Stuff That Dreams Are Made On: A Jungian Interpretation of Literature (1991)